# Achteinhalb (Kino)

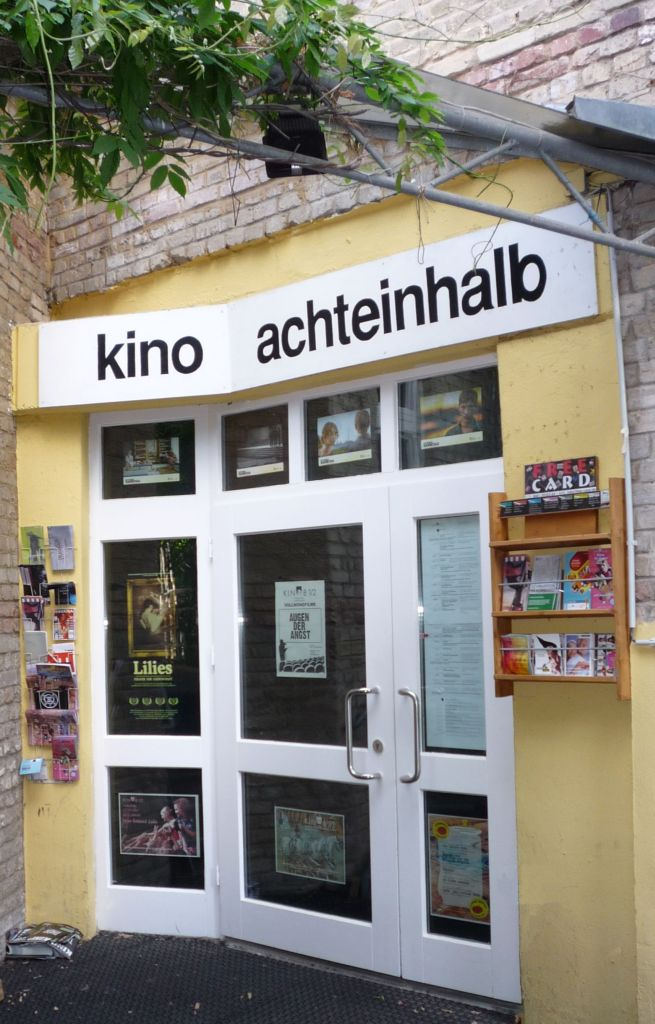
Eingang des achteinhalb

Das achteinhalb ist ein nichtkommerzielles Saarbrücker Kino, das im Nauwieser Viertel liegt. Träger ist der Verein zur Förderung von Medienarbeit e.V. Es befindet sich im Kultur- und Werkhof Nauwieser 19 und wurde mehrfach ausgezeichnet, zuletzt 2008 mit dem Programmpreis der DEFA-Stiftung sowie 2013 mit dem 1. Preis des Kinematheksverbundes in der Kategorie „Kommunales und soziales Engagement vor Ort“. Außerdem ist das Kino Spielstätte verschiedener Filmfestivals, darunter das Filmfestival Max Ophüls Preis.

## Geschichte
In den 1980er Jahren existierte in einem ehemaligen Feuerwehrhaus das Kino in der Alten Feuerwache, der Vorläufer des heutigen Kino achteinhalb. Als Ende der 1980er Jahre der Verein Nauwieser 19 e.V. ein aus dem Jahr 1906 stammendes Gebäude kaufte, renovierte und dort einen Kultur- und Werkhof einrichtete, zog das Kino hier ein und benannte sich um nach dem gleichnamigen Film Achteinhalb von Federico Fellini. Dieser Film von 1963 wurde auch anlässlich der offiziellen Eröffnung am 20. April 1990 gezeigt.